# کاشح (روستا)
 کاشح  (در عربی:  کاشِح )
نام روستایی است در دهستان بَنُو قیَس از توابع استان حَجّه در کشور یمن در شبه جزیره عربستان.

## جمعیت
جمعیت آن (۹۰ ) نفر (۱۱ خانوار) می‌باشد.